# Лавров, Иван Михайлович (Георгиевский кавалер)
Иван Михайлович Лавров (около 1750 — после 1797) — офицер Российского императорского флота, капитан 1-го ранга. Кавалер ордена Святого Георгия IV-й степени за отличие.

## Биография
Родился около 1750 года. В 1777 году был произведён в гардемарины; 1 мая 1779 года — в мичманы. В 1779 и 1780 годах на фрегате «Святой Александр» плавал от Кронштадта до Лиссабона и обратно, в составе эскадры Н. Л. Палибина. Был на том же маршруте в 1780 и 1781 годах — в составе эскадры контр-адмирала М. И. Борисова, на линейном корабле «Твердый». В 1782 году был командирован в Донскую флотилию и 31 декабря того же года произведён в лейтенанты. С 1784 года находился при Севастопольском порте; 1 января 1786 года произведён в капитан-лейтенанты.
Участвовал в русско-турецкой войне 1787—1791 годов; в составе эскадры контр-адмирала графа М. И. Войновича на 66-пушечном линейном корабле «Святой Павел» принял участие в сражении у Фидониси. В своём донесении графу Войновичу Ф. Ф. Ушаков писал, что «капитан-лейтенант Иван Лавров, назначенный командовать верхней декой, проявил в бою отменное мужество и неустрашимую храбрость», за что рекомендовал в числе других офицеров корабля представить его к награждению; спустя два года, 8 июля 1790 года на том же корабле Лавров принимал участие в Керченском сражении, а 28 августа 1790 года — в сражении у мыса Тендра; 30 августа 1790 года был произведён в капитаны 2-го ранга. Орденом Святого Георгия IV-го класса (№ 943) был награждён 26 ноября 1792 года.
Был уволен со службы 22 сентября 1797 года.